# Humberto Félix Berumen
Humberto Félix Berumen (La Estancia (Zacatecas), 1956) es un profesor, bibliotecario, crítico y ensayista. Reside en Tijuana, Baja California, México.
Desde 1989 ha ocupado el cargo de Coordinador de la Biblioteca “Jorge A. Bustamante” de El Colegio de la Frontera Norte. Profesor en la Facultad de Humanidades y Ciencias Sociales de la Universidad Autónoma de Baja California, campus Tijuana, desde hace veintiséis años, y donde ha impartido materias de literatura de la frontera, teoría literaria y crítica literaria.

## Obra

### Algunas publicaciones
- Teatro en Baja California (Editorial del Gobierno del Estado de Baja California, 1985).
- El cuento contemporáneo en Baja California (Universidad Autónoma de Baja California / Instituto de Cultura de Baja California, 1996).
- De cierto modo. Literatura de Baja California (Universidad Autónoma de Baja California, 1998).
- Narradores bajacalifornianos del siglo XX (Fondo Editorial del Instituto de Cultura de Baja California, 2001).
- Texturas. Ensayos y artículos sobre literatura de Baja California (Universidad Autónoma de Baja California, 2001).
- Tijuana la horrible. Entre la historia y el mito (El Colegio de la Frontera Norte, Librería El Día, 2003), (Reimpresión 2011).
- La frontera en el centro. Ensayos sobre literatura (Universidad Autónoma de Baja California, 2004).
- Nuestra ciudad mía. Modelo para armar y desarmar (Instituto de Cultura de Baja California, 2008).
- Señas y contraseñas. La modernización narrativa en Baja California (Facultad de Humanidades y Ciencias Sociales, Universidad Autónoma de Baja California, 2011).
- Fronteras reales / fronteras escritas (Instituto de Cultura de Baja California, 2016).
- De contrabando y mojado: la frontera imaginada (México - Estados Unidos) (Universidad Autónoma de Baja California, 2017).

### Antologías
- El cuento contemporáneo en Baja California (Universidad Autónoma de Baja California, Instituto de Cultura de Baja California, 1996)
- Fronteras adentro. Cuento de Baja California (1996-2010) (Universidad Autónoma de Baja California, 2012).

## Reconocimientos o premios obtenidos
| Año  | Tipo   | Descripción |
| 1994 | Beca   | Fondo Estatal para la Cultura y las Artes por el proyecto "Narradores bajacalifornianos del siglo XX (cuento y novela)"                                                                        |
| 1997 | Beca   | Programa a Proyectos y Coinversiones Culturales del Fondo Nacional para la Cultura y las Artes por el proyecto de investigación "Tijuana la horrible. Entre la historia y el mito"             |
| 2006 | Premio | Premio Estatal en el género de periodismo cultural con el libro “Nuestra ciudad mía. Modelo para armar y desarmar”                                                                             |
| 2007 | Beca   | Fondo Nacional para la Cultura y las Artes / Consejo Nacional para la Cultura y las Artes por el proyecto de investigación “Fronteras reales / fronteras imaginadas”                           |
| 2014 | Premio | Premio Estatal de Literatura en el género de Ensayo por el libro “Fronteras reales / fronteras escritas”, Instituto de Cultura de Baja California. El premio incluye la publicación del libro. |

## Otras actividades
- Fundador y director del suplemento cultural Inventario, publicado primero en el periódico ABC (1986-1988) y más tarde en Diario 29 (1991-1992), ambos de Tijuana, B.C.
- Miembro fundador y subdirector de la revista cultural Esquina Baja (1988-1993).
- Colaborador regular de las siguientes publicaciones: La ranura del ojo, Trazadura, Tierra Adentro, Esquina Baja, Arrecife, Cultura norte, Crítica, Contraseña, Puente libre, Identidad, Comunicare, Tijuana Metro, Bitácora, Minarete y ocasionalmente de La Jornada Semanal.
- De 1993 a 1995 miembro del Consejo Editorial de la revista Yubai. Revista del área de humanidades de la Universidad Autónoma de Baja California.
- Editor Responsable de la revista Yubai. UABC. De agosto de 1999 a septiembre de 2005.
- Miembro del Consejo Editorial de la revista Tijuana Metro desde su fundación en 1995 hasta su desaparición.
- Colaborador asiduo del suplemento cultural Identidad del periódico El Mexicano en donde he publicado una cantidad de artículos y ensayos de crítica cultural y literaria.